# Percnon sinense
Percnon sinense is een krabbensoort uit de familie van de Percnidae. De wetenschappelijke naam van de soort is voor het eerst geldig gepubliceerd in 1977 door Chen.